# 岡山村 (愛媛県)
岡山村（おかやまむら）は1956年まで愛媛県越智郡にあった村である。
1956年（昭和31年）に大三島町との1町1村とで合併、新たな大三島町となり、自治体としては、その歴史を閉じた。大三島町は平成の市町村合併で今治市と大三島町を含む越智郡11か町村の合併により今治市となり、現在に至っている。

## 地理
現在の今治市の北部。瀬戸内海のほぼ中央に位置する芸予諸島の一つの島である大三島の西南部。西に張り出した半島部を中心とする。北を旧・大三島町（1955年の合併までは宮浦村）に、東は山塊を介して上浦村（1955年3月の合併までは瀬戸崎村）に接していた。西には海を隔てて広島県の大崎上島と対する。南は同様に大島に対する。西は当村に所属する柏島、肥島などをはさんで関前諸島の大下島と対する。
村は概ね野々江坂で南と北とに分かれているが、多くの集落は北側に位置している。
村名の由来
浦戸、口総、宗方の村境にあった山の名にちなむ。
川
口総大川
山
薬師山
島
柏島、肥島、三ツ子島、福島、大横島、小横島　　いずれも無人島。大横島、小横島は宮浦港の前であるが、当村域である。

## 歴史
下記以外の歴史については大三島の記事も参照のこと。
- 口総の低地は文政元年以降の干拓による。
- 大正年間 タバコ草の栽培が導入され、野々江集落で特に盛んに栽培された。
- 明治30年代 因島から除虫菊の栽培が導入される。
- 昭和14年 宮浦村への沿岸道路開通。

### 沿革
- 1889年（明治22年） 12月15日 - 町村制施行により、野々江、口総、浦戸、宗方の4か村が合併して、越智郡岡山村発足。役場を大字口総におく。
- 1956年（昭和31年） 9月23日 – 大三島町、岡山村の1町1村の合併により大三島町となり、自治体としての歴史を閉じる。

```
岡山村の系譜
（町村制実施以前の村）　（明治期）　　　　　　（昭和の合併）　　　　　　　　　（平成の合併）
　　　　　　　　　　　　町村制施行時
肥海　　━━━┓
大見　　━━━╋━━━鏡村　━━━━━━━━┓昭和30年3月31日　昭和31年9月23日
明日　　━━━┛　　　　　　　　　　　　　　┃　町制　　　　　　合体
宮浦　　━━━┓　　　　　　　　　　　　　　┣━大三島町━━┳━━━━━━━━━━┓
　　　　　　　┣━━━宮浦村━━━━━━━━┛　　　　　　　┃　　　　　　　　　　┃
台　　　━━━┛　　　　　　　　　　　　　　　　　　　　　　┃　　　　　　　　　　┃
野々江　━━━┓　　　　　　　　　　　　　　　　　　　　　　┃　　　　　　　　　　┃
口総　　━━━┫　　　　　　　　　　　　　　　　　　　　　　┃　　　　　　　　　　┃
浦戸　　━━━╋━━━岡山村━━━━━━━━━━━━━━━━┛　　　　　　　　　　┃
宗方　　━━━┛　　　　　　　　　　　　　　　　　　　　　　　　　　　　　　　　　┃平成17年1月16日
　　　　　　　　　　　　　　　　　　　　　　　　　　　　　　　　　　　　　　　　　┃新設合併、新・今治市発足
　　　　　　　　　　　　　　　　　　　　　　　　　　　　　　　　　　今治市━━━━╋━━今治市
　　　　　　　　　　　　　　　　　　　　　　　　　　　　　　　　　　朝倉村━━━━┫
　　　　　　　　　　　　　　　　　　　　　　　　　　　　　　　　　　玉川町━━━━┫
　　　　　　　　　　　　　　　　　　　　　　　　　　　　　　　　　　波方町━━━━┫
　　　　　　　　　　　　　　　　　　　　　　　　　　　　　　　　　　大西町━━━━┫
　　　　　　　　　　　　　　　　　　　　　　　　　　　　　　　　　　菊間町━━━━┫
　　　　　　　　　　　　　　　　　　　　　　　　　　　　　　　　　　吉海村━━━━┫
　　　　　　　　　　　　　　　　　　　　　　　　　　　　　　　　　　宮窪町━━━━┫
　　　　　　　　　　　　　　　　　　　　　　　　　　　　　　　　　　伯方町━━━━┫
　　　　　　　　　　　　　　　　　　　　　　　　　　　　　　　　　　上浦町━━━━┫
　　　　　　　　　　　　　　　　　　　　　　　　　　　　　　　　　　関前村━━━━┛

（注記）今治市以下の市町村の合併以前の系譜はそれぞれの市・町・村の記事を参照のこと。

```

## 社会

### 地域・集落
4つの集落が海岸に沿って反時計回りに、野々江（ののえ）、口総（くちすぼ）、浦戸（うらど）、宗方（むながた）と並ぶ。宗方から東の海岸（大三島の南岸）は漁業集落を形成するほどの入江は形成されず、また平地も乏しい。
合併前の旧4か村の名をそのまま大字として継承した。合併し大三島町になっても継承された。
野々江、口総、浦戸、宗方
なお、現在、今治市になってからの地名表記は「大三島町」に旧の大字を続ける。大字は省く。 例 今治市大三島町浦戸

### 行政
歴代村長
庁舎

### 学校
小学校
岡山小学校、宗方小学校、口総小学校の3学校が存在した。大三島町になって後の1985年（昭和60年）に3校が統合して「大三島南小学校」となり、さらに2004年（平成16年）に大三島北中学校と統合して「大三島小学校」となる。
中学校
岡山中学校が存在した。大三島町になって後の1971年（昭和46年）に宮浦中学校、鏡中学校と統合して「大三島中学校」となる。

## 産業
温暖少雨の気候は木綿や甘藷などの栽培に適し、藩政期にも多く生産され、野々江村からは大坂に多量の木綿を出荷した記録が残っている。明治以降、柑橘類、塩、麦、除虫菊などを産した。宗方には塩田があった。また、近世以降海運業も興った。近代になっても野々江、口総等の集落では村外で船員に就く者が多かった。

## 交通
鉄道は通っていない。
- 宗方港 　このほか各集落に漁港あり。

## 名所
- 宗方八幡神社